# Регата в Сент-Адрессе
«Регата в Сент-Адрессе» (фр. Régates à Sainte-Adresse) — картина, написанная французским художником Клодом Моне (Claude Monet, 1840—1926) в 1867 году. Размер картины — 75,2 × 101,6 см.

## История и описание
Летом 1867 года Моне вместе со своей семьёй жил в Сент-Адрессе — небольшом городке на побережье Ла-Манша, расположенном примерно в трёх-четырёх километрах севернее Гавра. Там он написал ряд пейзажей, среди которых была и «Регата в Сент-Адрессе» (также известная под названием «Пляж в Сент-Адрессе»).
Моне так описывал этот пейзаж в письме к своему коллеге Фредерику Базилю: «В числе морских пейзажей я написал Гаврскую регату с людьми на берегу и аванпортом, покрытым множеством маленьких парусов». Смелый широкоугольный взгляд на берег в пейзаже «Регата в Сент-Адрессе» — это лишь один из многих приёмов стиля живописи, который позднее получил от критиков изначально пренебрежительное название «импрессионизм».
Сюжеты картин Моне, который изображал как отдыхающих на природе, так и саму природу, стали очень популярны среди импрессионистов. Широкая палитра голубого и зелёного в изображении воды, синий цвет тени позади людей на переднем плане картины и совершенно другой синий, использованный при изображении лодок на берегу, свидетельствуют о возросшем интересе художника к передаче цвета, света и особых атмосферных условий.
В том же году и примерно с той же точки Моне написал ещё одну картину — «Пляж в Сент-Адрессе» (75,8 × 102,5 см). Из-за близких размеров и сходного сюжета полотна «Пляж» и «Регата» иногда рассматриваются как парные. В настоящее время картина «Пляж в Сент-Адрессе» принадлежит Чикагскому институту искусств.